# Eucharassus flavotibiale
Eucharassus flavotibiale är en skalbaggsart som beskrevs av Maria Helena M. Galileo och Martins 2001. Eucharassus flavotibiale ingår i släktet Eucharassus och familjen långhorningar. Inga underarter finns listade i Catalogue of Life.